# Horsey (Somerset)
Horsey – przysiółek w Anglii, w Somerset. Horsey jest wspomniana w Domesday Book (1086) jako Hursi.